# Waitohi
Waitohi, Waitohi Flat et Upper Waitohi sont des petits centres, formés de fermes agricoles, situés entre 5 et 16 km à l’ouest de la ville de Temuka et au nord du fleuve Opihi, au sud de la région de Canterbury dans l’Île du Sud de la Nouvelle-Zélande.

## Situation
Ces trois localités sont à environ 20 km au nord de la ville de Timaru.
Elles sont situées dans la zone où Richard Pearse (en), un pionnier de l’aviation vivait et tenait une ferme, mais de 1902 à 1904, ‘Richard Pearce’ se fit connaître en construisant et en faisant voler des avions expérimentaux sur les terrains de sa ferme de Waitohi. Il tenta de motoriser ses vols.